# Lecteria pluriguttata
Lecteria pluriguttata är en tvåvingeart som beskrevs av Alexander 1920. Lecteria pluriguttata ingår i släktet Lecteria och familjen småharkrankar.
Artens utbredningsområde är Nigeria. Inga underarter finns listade i Catalogue of Life.